# Guigues VI Delfín
Andrés de Borgoña (¿?, 1184 - ¿?, 14 de marzo de 1237) fue un noble francés, delfín de Viennois, conde de Albon, de Grenoble, de Oisans y de Briançon de 1228 hasta 1237 con el nombre de Guigues VI, hijo del duque Hugo III de Borgoña y de Beatriz de Albon, delfina de Viennois.
Heredó de su madre el nombre de Guigues en memoria de los anteriores delfines. Realizó donaciones a diversos monasterios. Prudente y mesurado como su madre, utilizó la diplomacia antes que las armas.
Se casó en primeras nupcias en 1202 con Beatriz de Sabran (1182 - 1248), Condesa de Gap y de Embrun, hija de Rainiero I de Sabran, señor de Caylar y de Garsende d'Urgel-Forcalquier. De esta unión nacieron:
- Beatriz (1205 - 1248), casada con Amaury VI († 1241), Conde de Montfort, vizconde de Carcassonne y de Béziers.

Separado en 1215, se casó en segundas nupcias el 15 de noviembre de 1219 con Beatriz de Montferrato (1210 - 1274), hija de Guillermo VII, marques de Montferrato, y de Berta de Clavesana. De esta unión nacieron:
- Guigues (1225 - 1269), Delfín de Viennois con el nombre de Guigues VII;
- Juan (1227 - 1239).